# Ото Фридрих фон дер Остен
Ото Фридрих фон дер Остен (на немски: Otto Friedrich von der Osten; * 14 октомври 1748; † 16 май 1818) е благородник от род фон дер Остен и кралски датски генерал-майор.
Той е син на кралския датски генерал-лейтенант, командант на Копенхаген Якоб Фридрих фон дер Остен (1717 – 1796) и първата му съпруга Улрика фон Фрьолих (1722 – 1748), дъщеря на генерал-лейтенант Йохан Фредерик Фрьолих (1681 – 1757) и Хилеборг Витборг (Ветберг). Внук е на Ото Фридрих фон дер Остен (1659 – 1728), кралски датски генерал-майор, командир на крепостта Дронтхайм в Норвегия, и Маргарета фон Вибе (1683 – 1763). Брат е на Йохан Ото фон дер Остен (1747 – 1821), кралски датски полковник-лейтенант.
Баща му се жени втори път на 18 декември 1753 г. за София Шарлота фон Вицлебен (1727 – 1756) и трети път на 27 февруари 1761 г. за графиня Емилия Шарлота фон Холщайн (1737 – 1782) и той е полубрат на Кристиан Дитлев фон дер Остен (1761 – 1794), кралски датски хауптман.

## Фамилия
Ото Фридрих фон дер Остен се жени на 1 април 1775 г. за Ингеборг Едингер (* 1 април 1749; † 19 февруари 1796). Те имат децата:
- Улрика Елеонора фон дер Остен (* 3 април 1780; † 13 март 1812), омъжена 1799 г. за Андреас фон Андерсен, кралски датски юредически съветник
- Йохан Фридрих фон дер Остен (* 21 октомври 1781; † 1835)
- Матиас фон дер Остен (* 1782; † 19 януари 1822, Кобенхавн/Копенхаген), кралски датски военен асесор, женен на 14 май 1814 г. за Йохана Вал фон Шилгаарден († 1822)

Ото Фридрих фон дер Остен се жени втори път на 27 декември 1799 г. за Доротея Магдалена фон Шарфенберг (* 1781; † 18 юни 1862). Те имат един син:
- Якоб Георг фон дер Остен (* 16 август 1806, Кобенхавн/Копенхаген)